# 山本旭

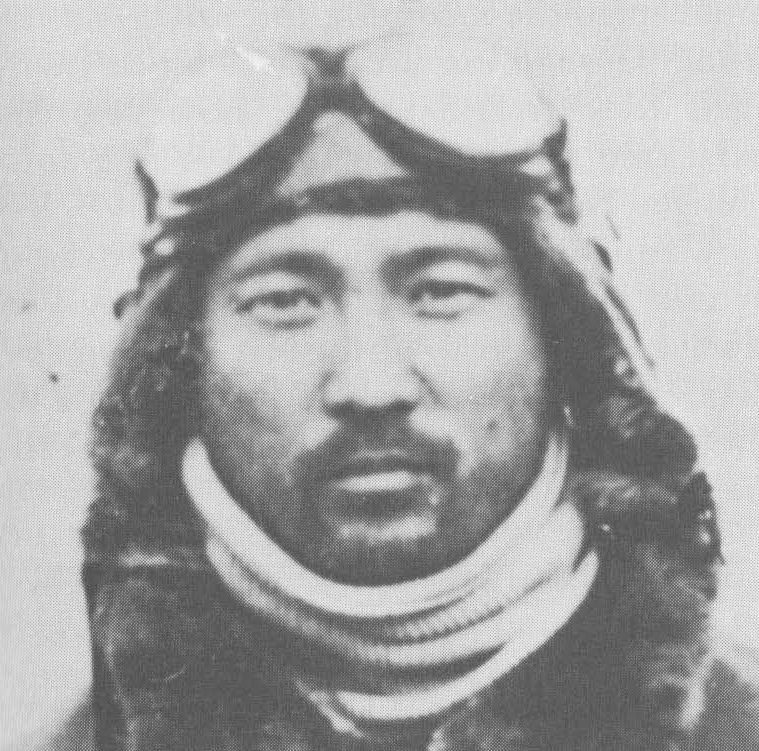
山本旭

山本旭（1913年6月13日—1944年11月24日）是日本海军军官、王牌飞行员。山本旭曾在第二次中日战争与太平洋戰爭战场上作战。根據官方记录，在中国、太平洋以及日本上空的空战中，山本旭一共击落了13架敌机。1944年11月24日，山本旭参加了拦截空袭日本本土的B-29超級堡壘轟炸機群的任务。山本旭的座机被B-29超級堡壘轟炸機打残，他随即跳伞，在千叶县印幡郡八街町上空，他的降落伞未能打开，山本旭最終坠亡。